# Глазовский уезд
Гла́зовский уе́зд — административная единица в составе Вятского наместничества, Вятской губернии Российской империи и Вотской автономной области РСФСР, существовавшая с 11 сентября 1780 года до 15 июля 1929 года. Уездный центр — Глазов.

## История

### В составе Вятского наместничества и губернии
В 1775 году Екатерина II приступила к реформе местного управления. Была создана система наместничеств, подчиненных генерал-губернаторам. Уезд был образован указом Сената от 11 сентября 1780 года «Об учреждении Вятского наместничества из 13 уездов». Одновременно село Глазово было переименовано в город Глазов и стало центром уезда.
В 1796 году по указу Павла I Глазовский уезд вошел в состав Вятской губернии.

### В составе Вотской АО

Глазовский уезд Вотской АО в 1923 году

4 ноября 1920 года декретом ВЦИК и Совнаркома РСФСР образована Вотская автономная область в составе РСФСР. 5 января 1921 года в неё из Вятской губернии был передан Глазовский уезд в составе: город Глазов и волости Балезинская, Валамазская, Васильевская, Гыинская, Ежовская, Еловская, Зуринская, Игринская, Ключевская, Лодошурская, Лыпская, Люкская, Люмская, Нижне-Уканская-Юрская, Ново-Волковская, Поломская, Понинская, Пудемская, Пышкетская, Святогорская, Селеговская, Тольемская, Тортымская, Юкаменская, Юсовская и Ягошурская.. При этом из Глазовского уезда в Вятский была передана Лемская волость, в новый Омутнинский — Афанасьевская, Бисеровская, Воронинская, Георгиевская, Гординская, Залазнинская, Карсавайская, Омутнинская, Пермская и Песковская волости, в Нолинский — Балахнинская, Бельская, Быковская, Верхосунская, Елганская, Леденцовская, Порезская, Рыбаковская, Сардыкская, Унинская и Ухтымская волости, а в Слободской — Святицкая волость.
Декретом от 8 декабря 1921 года было утверждено новое административно-территориальное деление Вотской АО. Область была разделена на 5 уездов, из состава Глазовского уезда выделен Дебёсский уезд (Зуринская, Игринская, Поломская, Тольемская и Тортымская волости) (который просуществовал до 1923 года), из Глазовского уезда в Селтинский были переданы Валамазская, Васильевская и Селеговская волости. 26 ноября 1923 года к Глазовскому уезду были присоединены Большепургинская, Дебёсская, Зуринская, Зюзинская, Игринская, Поломская, Тольемская, Тортымская и Тыловайская волости упразднённого Дебёсского уезда. 28 июля 1924 года к Глазовскому уезду были присоединены Васильевская и Селенговская волости. 28 июля 1924 года проводится очередная реформа, по укрупнению волостей и сельсоветов, по результатам которой в составе Глазовского уезда осталось 15 волостей: Балезинская, Глазовская, Дебёсская, Ежевская, Зуринская, Курьинская, Лыпская, Поломская, Понинская, Пудемская, Святогорская, Уканская, Юкаменская, Юсовская и Ягошурская.

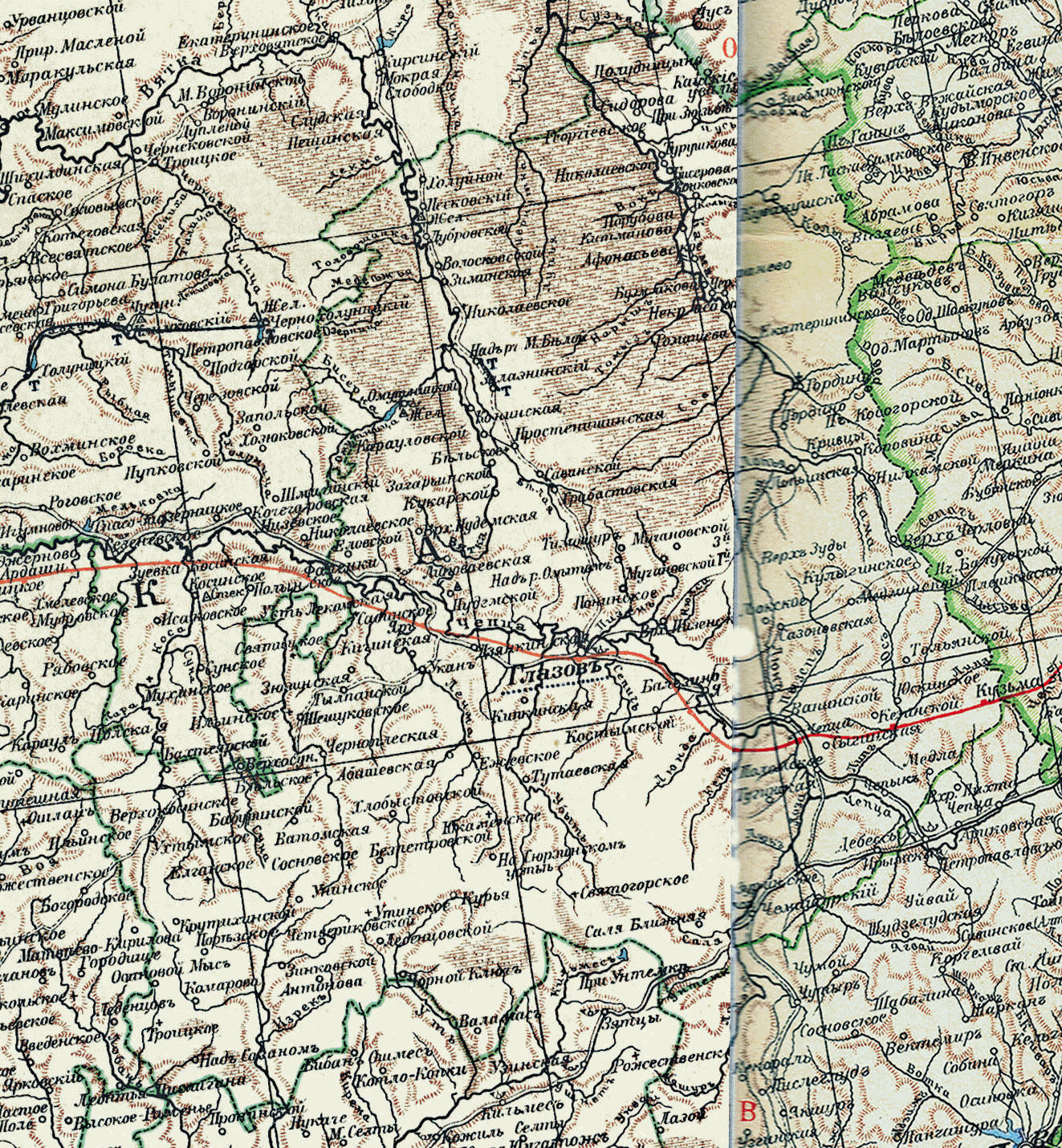
Глазовский уезд Вятской губернии в 1903 г.

В 1927 — 1929 годах в СССР проводилась административно-территориальная реформа с заменой губерний, уездов и волостей на края или области, округа и районы. В регионах проходило районирование. На основе решений съезда 11 июня 1929 года облисполком Вотской автономной области принял постановление об упразднении уездно-волостного деления и введении с 1 августа 1929 года районов, по которому территория ВАО была разделена на 21 район.

## Демография
По данным за 1890 год в уезде проживало 363 745 человек. В том числе русских — 197102, удмуртов — 140691, бессермян — 10449, коми-пермяков и татар — 7926.
В 1926 году население уезда составляло 277 314 человек, в том числе: городское — 7165, сельское — 270149.

## Административное деление

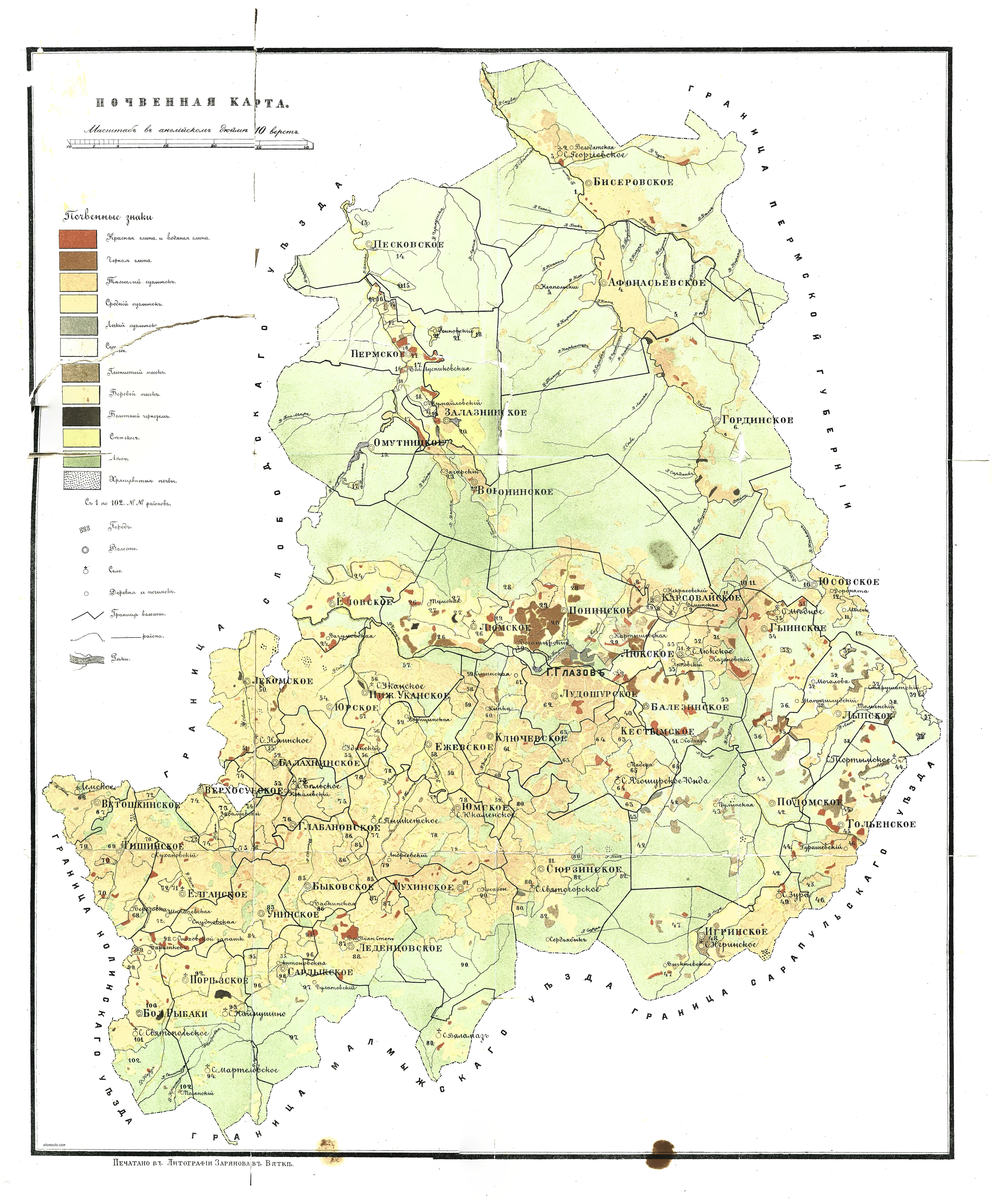
Карта Глазовского уезда 1892 года (почвы)

В 1891 году в состав уезда входило 42 волости:
| № п/п | Волость        | Волостное правление | Число селений | Население |
| ----- | -------------- | ------------------- | ------------- | --------- |
| 1     | Афанасьевская  | с. Афанасьево       | 288           | 8341      |
| 2     | Балахнинская   | д. Вогульское       | 37            | 5500      |
| 3     | Балезинская    | с. Балезино         | 36            | 7323      |
| 4     | Бисеровская    | д. Бисеровская      | 349           | 9181      |
| 5     | Быковская      | д. Быки             | 65            | 10 584    |
| 6     | Верхосунская   | с. Верхосунье       | 42            | 5171      |
| 7     | Ветошкинская   | д. Ветошкино        | 40            | 4823      |
| 8     | Воронинская    | д. Воронинская      | 40            | 3448      |
| 9     | Глабановская   | д. Глабаны          | 50            | 6273      |
| 10    | Гординская     | с. Гордино          | 199           | 5807      |
| 11    | Гыинская       | п. Гыинский         | 69            | 7452      |
| 12    | Ежевская       | с. Ёжево            | 41            | 11 538    |
| 13    | Елганская      | с. Елгань           | 47            | 9217      |
| 14    | Еловская       | с. Елово            | 26            | 7515      |
| 15    | Залазнинская   | Залазинский завод   | 1             | 3984      |
| 16    | Игринская      | с. Игра             | 48            | 8522      |
| 17    | Карсавайская   | с. Карсовай         | 128           | 4527      |
| 18    | Кестымская     | д. Пыбья            | 53            | 11 408    |
| 19    | Ключевская     | д. Ключевская       | 32            | 9283      |
| 20    | Леденцовская   | д. Леденцовская     | 65            | 9566      |
| 21    | Лекомская      | д. Лекомская        | 96            | 8935      |
| 22    | Лудошурская    | д. Лудошур          | 19            | 6076      |
| 23    | Лыпская        | с. Юски             | 70            | 6535      |
| 24    | Люкская        | с. Люк              | 48            | 8197      |
| 25    | Люмская        | с. Люм              | 31            | 6422      |
| 26    | Мухинская      | д. Мухино           | 52            | 8308      |
| 27    | Нижне-Уканская | с. Нижний Укан      | 30            | 10571     |
| 28    | Омутнинская    | Омутнинский завод   | 1             | 4089      |
| 29    | Пермская       | д. Пермская         | 82            | 5006      |
| 30    | Песковская     | Песковский завод    | 1             | 2973      |
| 31    | Поломская      | с. Полом            | 73            | 8951      |
| 32    | Пониинская     | с. Понино           | 96            | 15 771    |
| 33    | Порезская      | с. Порез            | 55            | 8620      |
| 34    | Рыбаковская    | д. Рыбаки           | 55            | 10 745    |
| 35    | Сардыкская     | с. Сардык           | 44            | 6643      |
| 36    | Сюрзинская     | д. Сюрзинское       | 84            | 11 767    |
| 37    | Тишинская      | д. Тишинское        | 58            | 9529      |
| 38    | Тольенская     | с. Тольен           | 58            | 8473      |
| 39    | Унинская       | с. Уни              | 53            | 9405      |
| 40    | Юмская         | с. Юкаменское       | 81            | 15 522    |
| 41    | Юрская         | д. Юрская           | 50            | 9807      |
| 42    | Юсовская       | с. Кулига           | 192           | 6643      |

В 1913 году образована Пышкетская волость (центр с. Пышкет), вместо Ветошкинской образована Лемская волость (центр с. Лема), вместо Глабановской — Бельская (центр с. Бельское), вместо Сюрзинской — Святогорская (центр с. Святогорское), вместо Лекомской — Святицкая (центр с. Святица), вместо Тишинской — Ухтымская (центр с. Ухтым), вместо Мухинской — Васильевская (центр с. Васильевское).
В 1926 году уезд состоял из 15 волостей: Балезинской, Глазовской, Дебёсской, Ежевской, Зуринской, Кирьинской, Лыпской, Поломской, Понинской, Пудемской, Святогорской, Уканской, Юкаменской, Юсовской и Ягошурской. Волости включали 89 сельсоветов, 1907 селений, 42664 двора.